# 阿克倫 (伊利諾伊州)
阿克倫（英語：Akron）是位於美國伊利諾伊州皮奧里亞縣的一個非建制地區。該地的面積和人口皆未知。

## 地理
阿克倫的座標為40°54′14″N 89°39′14″W / 40.90389°N 89.65389°W，而該地的平均海拔高度為220米（即722英尺）。